# Западни свет (филм)
Западни свет (енгл. Westworld) је амерички научнофантастични трилер филм из 1973. године, режисера Мајкл Крајтона у продукцији компаније Метро-Голдвин-Мејер, са Јул Бринером, Ричардом Бенџамином и Џејмс Бролином у главним улогама. 
Године 1976. снимљен је наставак под називом Свет будућности, а 1980. покренута је краткотрајна ТВ серија Beyond Westworld. 
Филм је 2016. године добио римејк у виду истоимене ТВ серије у продукцији кабловске мреже ХБО.

## Радња
Радња филма смештена је у 1983. годину, тадашњу будућност. Забавни парк „Делос” симулира три популарна периода историје: Стари Рим конкретно град Помпеју, витезове средњег века и Дивљи запад. Статисте у парковима портретишу андроиди, који тачно имитирају изглед и понашање људи. Посетиоци парка су опремљени према одабраној ери и могу да раде шта год желе – безбедносни системи обезбеђују да не страдају у окршајима или борбама мачевима (у ватреном оружју су уграђени топлотни сензори који спречавају андроида да пуца у живо биће, а андроиди наоружани хладним оружјем нису у стању да повреде посетиоца).
Другари Петар и Џон долазе у „Делос” на леп викенд. Питеру је ово прва посета парку, док је Џон већ био на „Делосу” и преузима улогу ментора, показујући Питеру како парк функционише. Одабравши свет Дивљег запада, пријатељи су уроњени у атмосферу типичног америчког града заснованог на бројним западним клишеима. У салону наилазе на „Револвераша”, андроида који се представља као разбојник и провоцира покровитеље на сукоб. Питер убија револвераша у пуцњави, након чега он и Џон одлазе у јавну кућу.
Како пада ноћ, техничари у парку чисте, а оштећени андроиди се транспортују у лабораторију, где се поправљају и враћају у службу. Робот „Револвераш”, поправљен од стране техничара и враћен у парк, наставља да се понаша у складу са својом улогом: након што пронађе пријатеље, улази у собу са намером да их убије, да би га Питер поново упуцао.
У овом тренутку, техничари „Делоса” отклањају случајеве грешака у андроид програмима друга два парка: број кварова у раду статиста средњовековних и римских атракција расте и шири се као зараза, а шеф техничке службе сугерише да ће проблемско подручје у блиској будућности стићи до „Дивљег запада”. У међувремену, неуспеси постају све озбиљнији: роботска звечарка уједе Џона за руку против програма који је у њој постављен, андроид девојка одбија посетиоца у блискости, иако је програмирана за сексуално понашање. Невоље у парку долазе до врхунца када, у средњовековном делу, „Црни витез” изазива госта на борбу и убија га мачем.
Техничари „Делоса” одлучују да искључе струју у парку, због чега су закључани у контролној соби. Андроиди који насељавају парк настављају да раде на аутономну снагу и делују у складу са својим програмима. Ујутро, Петар и Џон се буде у јавној кући и излазе у град, несвесни да револвераш који их јури више не поштује упутства која су у њему постављена. Сада их јури иако му је вид, оштећен након што му је Мартин бацио киселину на лице, укључивши инфрацрвени вид.

## Улоге
| Глумац          | Улога                     |
| --------------- | ------------------------- |
| Јул Бринер      | Револвераш                |
| Ричард Бенџамин | Питер Мартин              |
| Џејмс Бролин    | Џон Блејн                 |
| Меџел Берет     | Мис Кери, мадам у борделу |
| Дик Ван Патен   | банкар                    |
| Викторија Шо    | средњевековна краљица     |